# Hadromyia grandis
Hadromyia grandis är en tvåvingeart som beskrevs av Samuel Wendell Williston  1882. Hadromyia grandis ingår i släktet Hadromyia och familjen blomflugor. Inga underarter finns listade i Catalogue of Life.